# 185P/Petriew
La comète Petriew, officiellement 185P/Petriew, est une comète périodique du système solaire, découverte le 18 août 2001 par Vance Avery Petriew.